# Рупасов, Николай Фёдорович
Николай Фёдорович Рупасов (30 апреля 1901, Малмыж, Вятская губерния — 14 апреля 1968) — советский хирург, учёный, ректор Ижевского медицинского института.

## Биография
Родился 30 апреля 1901 года в г. Малмыж Вятской губернии в семье служащего.
В 1919 году окончил среднюю школу. Четыре месяца служил в РККА, участвовал в боях с колчаковцами на Восточном фронте.
В 1919—1924 учился в Казанском университете на медицинском факультете. Во время эпидемии тифа работал медбратом.
В 1924 году призван в РККА врачом. С 1925 года хирург Оршанской сельской больницы, Марийская область.
С 1928 года заведующий хирургическим отделением областной больницы, Йошкар-Ола.
С 1932 по 1940 год заведующий хирургическим отделением и главный врач в Можгинской межрайонной больнице, Удмуртия.
В 1937 году защитил кандидатскую диссертацию по применению местного обезболивания при крупных гинекологических операциях, в 1939 году — докторскую диссертацию. Профессор (1941).
В период войны с финнами — начальник эвакогоспиталя в Сарапуле. В 1940 году по приказу МЗ РСФСР назначен директором Ижевского мединститута и профессором кафедры госпитальной хирургии по курсу военно-полевой хирургии.
В годы Великой Отечественной войны принимал активное участие в развертывании эвакогоспиталей, в обучении хирургии врачей других специальностей. Лично выполнил около 2500 операций в эвакогоспиталях Удмуртии; предложил методику восстановления функции конечностей после ранений, разработал систему лечения обморожений во фронтовой обстановке, много сделал для лечения несросшихся огнестрельных переломов костей.
В 1944—1946 годах нарком здравоохранения Удмуртской АССР.
С 1946 по 1965 год зав. кафедрой общей хирургии ИГМИ. В 1955—1956 годах хирург-консультант во Вьетнамской Демократической Республике.
С 1956 по 1961 год — второй раз директор Ижевского медицинского института.
Автор монографии «Рак губы», изданной в 1948 году.
Заслуженный деятель науки УАССР (1940). Отличник здравоохранения (1940). Депутат Верховного Совета УАССР (1934—39; 1947—51).
Умер 17 апреля 1968 года.

## Память
Его именем названы улицы в Ижевске и Можге.

## Награды
Награждён двумя орденами Трудового Красного Знамени (1946, 1958), орденом Красной Звезды (1944), медалями.